# 1655 год в науке

## Открытия и научные достижения
- Гюйгенс открыл спутник Сатурна — Титан.
- Джон Валлис предложил общепринятый в наши дни математический символ бесконечности: {\displaystyle \infty }.

## Родились
- Генрих Вильгельм Лудольф, филолог, автор первой грамматики русского языка.

## Скончались
- Пьер Гассенди, французский философ, математик, астроном и исследователь древних текстов, пропагандист атомизма.